# 圣于连丹特尔
圣于连丹特尔（法語：Saint-Julien-d'Intres，法語發音：[sɛ̃ ʒyljɛ̃ dɛ̃tʁ]）是法国阿尔代什省的一个市镇，属于罗讷河畔图尔农区。该市镇于2019年由原市镇圣于连布蒂耶尔和安特尔合并而成。

## 地名
“圣于连”（Saint-Julien）得名自殉教者布里尤德的圣于连。法语人名“Julien”在日常人名译名以及《世界人名翻譯大辭典》、《法语姓名译名手册》等主流人名译名类书籍资料中译作“朱利安”，不过在《世界地名翻译大辞典》、《世界地名译名词典》和《法国地图册》等主流地名译名类书籍资料中译作“于连”。

## 地理
圣于连丹特尔（44°58'56"N, 4°21'45"E）面积21.17 平方千米，位于法国奥弗涅-罗讷-阿尔卑斯大区阿尔代什省，该省份为法国东南部内陆省份，北起顺时针与卢瓦尔省、伊泽尔省、德龙省、沃克吕兹省、加尔省、洛泽尔省和上盧瓦爾省接壤。
与圣于连丹特尔接壤的市镇（或旧市镇、城区）包括：莱瓦斯特尔、马尔、圣阿格雷沃、圣让鲁尔、圣马丹德瓦拉马斯、拉沙佩勒-苏沙内阿克、沙内阿克、圣克莱芒。
圣于连丹特尔的时区为UTC+01:00、UTC+02:00（夏令时）。

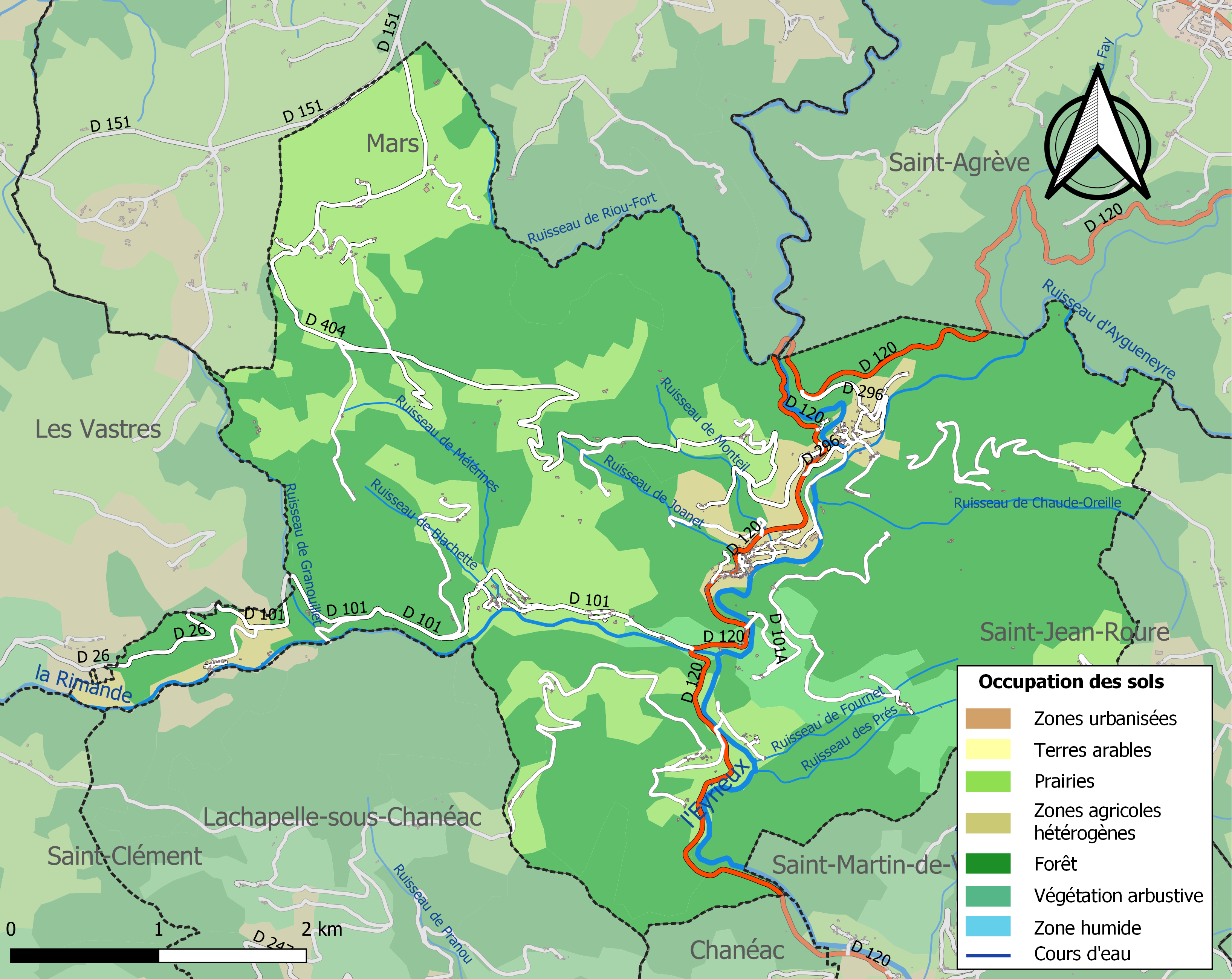
圣于连丹特尔的OSM定位图

## 行政
圣于连丹特尔的邮政编码为07310、07320，INSEE市镇编码为07103。

## 政治
圣于连丹特尔所属的省级选区为上埃里约县。

## 人口
圣于连丹特尔于2022年1月1日时的人口数量为305人。